# Giuseppe Caldarola
Giuseppe Caldarola (9 de abril de 1946 - 21 de setembro de 2020) foi um jornalista e político italiano que actuou como deputado. Caldarola nasceu em Bari. Ele foi eleito para a Câmara dos Deputados nas eleições legislativas italianas de 2001 para os democratas de esquerda. Nas eleições legislativas de 2006 foi eleito para a Câmara pela coligação A Oliveira. Em 2007 Caldarola ingressou no Partido Democrata (Itália).